# Гејнсвил (Вирџинија)
Гејнсвил (енгл. Gainesville) насељено је место без административног статуса у америчкој савезној држави Вирџинија.

## Демографија
По попису из 2010. године број становника је 11.481, што је 7.099 (162,0%) становника више него 2000. године.
| Група             | 2000.         | 2010.         |
| Белци             | 3.796 (86,6%) | 6.760 (58,9%) |
| Афроамериканци    | 298 (6,8%)    | 1.346 (11,7%) |
| Азијати           | 60 (1,4%)     | 1.782 (15,5%) |
| Хиспаноамериканци | 165 (3,8%)    | 1.175 (10,2%) |
| Укупно            | 4.382         | 11.481        |